# Carlos Vicuña Fuentes
Carlos Vicuña Fuentes (Rengo, 3 de agosto de 1886-29 de marzo de 1977) fue un escritor, abogado, docente y político chileno.

## Primeros años de vida
Fue hijo de José Miguel Vicuña O'Kingston y de Elvira Fuentes Conti. Estudió en el Liceo de Santiago, Instituto Nacional, y en el Instituto Pedagógico de la Universidad de Chile. Se tituló de profesor de francés el 20 de diciembre de 1909. Luego estudió derecho, también en la Universidad de Chile, jurando como abogado el 25 de septiembre de 1914; su tesis trató sobre La familia en la civilización occidental. Fue delegado estudiantil chileno al II Congreso de Estudiantes Americanos en 1916. 
Se casó en Santiago el 6 de junio de 1917 con la escultora Teresa Lagarrigue Cádiz, con quien tuvo seis hijos, entre ellos, el poeta José Miguel y las escultoras Rosa y Teresa Vicuña.

## Carrera como docente
Se desempeñó en 1910 como profesor en la Escuela Nocturna para Obreros establecida por la Federación de Estudiantes de Chile. Además, fue profesor del Instituto Nacional y del Instituto Pedagógico, de los que fue exonerado el 5 de septiembre de 1921. En 1926 trabajó como docente en el Instituto Nacional de Panamá.
Entre 1927 y 1930 fue profesor de inglés en Mar del Plata. Posteriormente fue reincorporado al Instituto Pedagógico; en 1931 fue director de dicho establecimiento. Fue decano de la Facultad de Filosofía de la Universidad de Chile.
Fue miembro de la gran comisión consultiva encargada de informar sobre los procedimientos a que debía ceñirse la Asamblea Nacional Constituyente, el 7 de abril de 1925. Colaboró en la prensa nacional y extranjera.

## Carrera política
Militó en el Partido Liberal hasta 1918, luego ingresó al Partido Radical, donde participó hasta 1926. Estuvo relegado en Punta Arenas en abril de 1927 y fue deportado a Argentina entre 1927 y 1930. Como abogado defendió al poeta Pablo Neruda cuando era buscado por la policía en virtud de la Ley de Defensa de la Democracia.
En 1931 fue fundador del Partido Social Republicano, del cual fue vicepresidente. Por ese partido fue elegido diputado por la 7.ª Agrupación Departamental de Santiago, primer distrito, para el período de 1933 a 1937. Integró la Comisión de Hacienda. Presentó en la Cámara un proyecto de ley para disolver la llamada Milicia Republicana y procesar a sus dirigentes, proyecto que fue rechazado.

## Obras
- Tratado elemental de análisis lógico de la proposición castellana (1919).
- Pequeña antología arcaica (1919).
- La libertad de opinar y el problema de Tacna y Arica (1921).
- La cuestión social ante la Federación de Estudiantes de Chile (1922).
- En las prisiones políticas de Chile. Relato reproducido íntegramente según los manuscritos originales, sin correcciones ni supresiones y enriquecido con un apéndice y algunos documentos (1932).
- La lógica y la estética en la obra literaria (1937).
- La tiranía en Chile. Libro escrito en el destierro en 1928 por Carlos Vicuña Fuentes (1938).
- La caída del Coronel y otros ensayos políticos (1951).
- El caballo político y la escatocracia occidental (1952).
- Condominio conyugal hereditario (1952).
- Pasión y muerte de Rodrigo Almaflor (1955).
- Corrupción irreversible (1966).
- La cosa agraria (1966).